# Frontières de la Papouasie-Nouvelle-Guinée
Cet article recense les frontières de la Papouasie-Nouvelle-Guinée.

## Liste

### Frontière terrestre

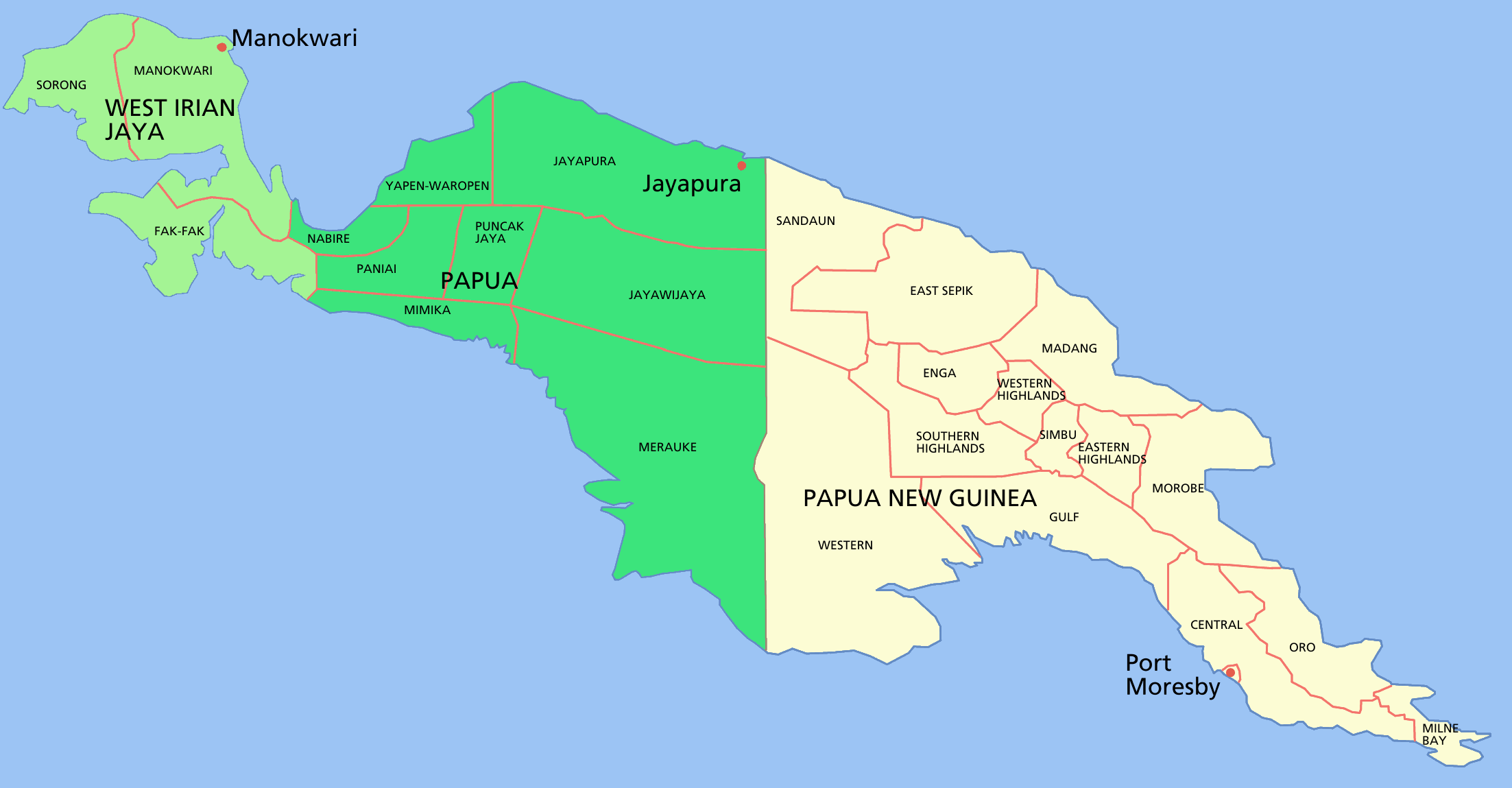
Carte de l'île de Nouvelle-Guinée, présentant sa division politique : à l'ouest, en vert, la partie indonésienne ; à l'est, en jaune, la Papouasie-Nouvelle-Guinée.

La Papouasie-Nouvelle-Guinée possède une unique frontière terrestre, avec l'Indonésie. Cette frontière, longue de 820 km, divise l'île de Nouvelle-Guinée à peu près en sa moitié. Elle est quasiment rectiligne, le long du 141e méridien est, à l'exception d'une section centrale en haute montagne.

### Frontières maritimes
La Papouasie-Nouvelle-Guinée, pays situé sur la moitié orientale de l'île de Nouvelle-Guinée, ainsi que de nombreuses îles proches, possède des frontières maritimes avec plusieurs pays :
- Australie : une longue frontière s'étendant au nord de l'Australie et au sud de la Papouasie-Nouvelle-Guinée. Au niveau du détroit de Torrès, la frontière est complexe, afin de garantir les droits des indigènes du détroit de Torrès, habitants traditionnels de la région : les droits de pêche sont sous juridiction australienne, mais les droits sur les fonds marins sont sous juridiction de la Papouasie-Nouvelle-Guinée. En outre, certaines des îles les plus au nord demeurent sous souveraineté australienne, mais sont entourées par les eaux territoriales de la Papouasie-Nouvelle-Guinée : l'Australie possède ainsi 8 enclaves dans les eaux paouanes-néo-guinéennes. De plus, une zone protégée conjointe est établie dans la zone, afin que les habitants puissent y perpétuer un mode de vie traditionnel. Le traité du détroit de Torrès (en) a été signé en 1978[1],[2].

- Indonésie : la frontière maritime prolonge en mer la frontière terrestre, au nord et au sud de l'île. La délimination initiale date de 1971, alors que la Papouasie-Nouvelle-Guinée était encore sous tutelle australienne. Le dernier accord frontalier a été signé en 1980, cinq ans après l'indépendance du pays[1],[3].

- Micronésie : la frontière passe au nord-est de l'archipel Bismarck ; le traité qui la définit a été signé en 1991[1],[4].

- Îles Salomon : la frontière passe au milieu de la mer des Salomon ; elle a été définie par traité en 1989[1].

### Récapitulatif
Le tableau suivant récapitule l'ensemble des frontières de la Papouasie-Nouvelle-Guinée :
| Pays         | Frontière terrestre (km) | Frontière maritime (km) |
| ------------ | ------------------------ | ----------------------- |
| Australie    | 0                        | 2 200                   |
| Indonésie    | 820                      | à préciser              |
| Micronésie   | 0                        | 787                     |
| Îles Salomon | 0                        | 1 848                   |
| Total        | 820                      | à préciser              |